# پورشه ۹۱۱
پورشه ۹۱۱  (به آلمانی: Porsche 911) یک خودروی اسپرت ساخت شرکت پورشه در آلمان است که برای نخستین بار در سال ۱۹۶۳ معرفی شد. این خودرو یکی از نمادی ترین محصولات شرکت پورشه به‌ شمار می‌آید و به‌ واسطهٔ طراحی خاص خود، از جمله موتور نصب‌شده در عقب و فرم بدنهٔ منحنی‌شکل، شناخته می‌شود.
طراحی اولیهٔ پورشه ۹۱۱ توسط فردیناند پورشه، بنیان‌گذار شرکت پورشه، در دههٔ ۱۹۵۰ میلادی انجام شد. از زمان عرضهٔ نخستین مدل تاکنون، نسل‌های متعددی از این خودرو تولید شده‌ است. با وجود تغییرات گسترده در فناوری، عملکرد و ایمنی، طراحی کلی و زبان بصری خودرو به‌طور نسبی حفظ شده است.
در نظرسنجی جهانی سال ۱۹۹۹ برای انتخاب «خودروی قرن»، پورشه ۹۱۱ در رتبهٔ پنجم قرار گرفت و تنها خودرویی بود که در میان پنج گزینهٔ برتر همچنان در حال تولید بود. این خودرو یکی از قدیمی‌ترین خودروهای اسپرت جهان محسوب می‌شود که هنوز در خط تولید قرار دارد.
مدل‌های مختلفی بر پایهٔ ۹۱۱ طراحی و عرضه شده‌اند.
، از جمله پورشه ۹۱۱ کلاسیک، ۹۱۱S، Carrera RS، و 911 GT3 RS که هریک ویژگی‌ها و قابلیت‌های خاص خود را دارند.
در ابتدا، قرار بود این خودرو با نام «پورشه ۹۰۱» وارد بازار شود، اما شرکت پژو در فرانسه به این نام اعتراض کرد. پژو ادعا داشت که تمام کدهای سه‌رقمی با رقم میانی صفر، در فرانسه به‌عنوان علائم تجاری این شرکت ثبت شده‌اند. در پی این اعتراض، پورشه نام خودرو را به «۹۱۱» تغییر داد.